# Francavilla Marittima
Francavilla Marittima er en by i Calabrien, Italien med 2.773 (2023) indbyggere.